# Pottstown
Pottstown is een plaats (borough) in de Amerikaanse staat Pennsylvania, en valt bestuurlijk gezien onder Montgomery County.

## Demografie
Bij de volkstelling in 2000 werd het aantal inwoners vastgesteld op 21.859.
In 2006 is het aantal inwoners door het United States Census Bureau geschat op 21.409, een daling van 450 (-2.1%).

## Geografie
Volgens het United States Census Bureau beslaat de plaats een oppervlakte van
12,7 km², waarvan 12,5 km² land en 0,2 km² water. Pottstown ligt op ongeveer 46 m boven zeeniveau.

## Plaatsen in de nabije omgeving
De onderstaande figuur toont nabijgelegen plaatsen in een straal van 4 km rond Pottstown.

## Geboren in Pottstown
- Daryl Hall (1946), singer-songwrtiter, toetsenist en gitarist